# Trust and blood
Trust and Blood (Verdad y sangre en español) es el decimoquinto episodio de la tercera temporada de la serie Héroes, bajo el nombre del volumen cuatro: Fugitivos. 

## Argumento
Después del colapso del avión, todos escapan y se dispersan por doquier. Por una parte Peter y Claire están escapando, pero son alcanzados por Noah quien les implora que no hagan las cosas más difíciles de lo que son, pero Claire lo convence de dejar ir a Peter y a cambio ella será llevada a la estación militar. Matt, Mohinder y Hiro se unen para huir del equipo de Danko. Mohinder creyendo que Hiro podría sacarlos de ahí, se lo pide, pero Hiro le dice que sus poderes se han ido aunque ayuda de todas maneras a los demás, Matt tiene una premonición y comienza a caminar sin fijarse en lo que esta a su alrededor, Hiro y Mohinder los siguen hasta un camión en donde ve una visión de Usutu y dibuja dibujos que predicen el futuro, entre ellos la muerte de Daphne.
Mientras Daphne contacta a Ando y juntos descubren que sus amigos han desaparecido el mismo día, Ando le dice a Daphne que sabe dónde están y Daphne lo toma consigo para ir a Ruseville, ambos se dirigen al lugar del accidente, allí Ando alcanza a ver a Claire quien es llevada como prisionera por Noah, Ando le dice a Daphne que saque a Claire de ese lugar, mientras Claire le dice a Noah y a Nathan que lo que hacen es traicionar a los Héroes y en ese momento Daphne viene y libera a Claire, Danko manda a sus hombres a capturarlas, Matt sale de su trance y al ver el dibujo que predice a la muerte de Daphne, se apresura a encontrarla, un tiroteo se desata en el lugar del accidente, a kilómetros de ahí, Tracy y Peter arman un equipo para derrocar a Nathan, para esto Tracy hace todo lo posible por traer a Nathan a un determinado lugar pero Nathan sabe que se trata de una trampa y decide ir "preparado", Matt llega al lugar del choque pero llega tarde y contempla como Daphne es disparada, Matt molesto se mete en la mente de un hombre y le ordena matar a sus secuaces, este hombre lo hace, pero los demás quienes no fueron ordenados por Matt intentan dispararle, Claire se usa así misma como escudo para Matt, y Matt escapa con Mohinder, Hiro y Ando.
Horas después, Tracy y Peter se ven con Nathan, pero cuando este enseña a su equipo, Peter al ver que no se puede razonar con él, toma el poder de Nathan y escapa volando, mientras que Tracy es capturada nuevamente, Peter logra reunirse con Matt, Mohinder, Hiro y Ando quienes planean conseguir defenderse a cualquier costo y organizan equipos para cumplir con diversas tareas.
Sylar continua torturando a un agente que parece que sabe más de lo que dice sobre Samson, pero cuando una mujer en compañía de su hijo accidentalmente entran a la casa, Sylar no duda en retenerlos, allí Sylar piensa que ahora le toca torturar a Mary y a Luke con tal de que el agente le diga la información que necesita, Luke se libera del control telékinetico que lo retenía y libera su poder sobre la taza que traía Sylar, este último algo impresionado le exige a Luke que le enseñe su poder, Luke accede y cuando el agente logra liberarse, Luke lo quema vivo, más tarde Sylar decepcionado de que su única fuente de información este quemada se marcha, pero Luke le dice a Sylar que sabe dónde esta Samson, Sylar gracias a su habilidad de detectar mentiras se da cuenta de que Luke no miente y lo lleva con él. 
En Costa Verde, Claire regresa su hogar toda decepcionada cuando alguien desconocido y que se hace para como “Rebelde”  le dice a Claire que aún hay esperanza, Claire le pregunta quién es y Rebelde le dice que solo es alguien que también los odia tanto como ella.
En Nueva York, Ángela habla con Nathan y esta le dice que no contara con su ayuda ya que la hizo a un lado ala hora de haberse ido con el gobierno de los Estados Unidos este el asegura que no se preocupe y le dice que la principal amenaza por ahora es Peter, Ángela cuelga y ve un expediente de Danko mencionando una masacre.
Nathan va a ver a Tracy y luego de una conversación Tracy le grita "eres uno de nosotros", mientras los agentes la drogan, y Nathan se marcha sin voltear atrás.